# Вооружённые формирования Исламского государства
Вооружённые силы Исламского государства — боевая организация Исламского государства (ИГ).
Общий размер сил на пике оценивался от десятков тысяч до более чем двухсот тысяч человек. Вооружённые силы ИГ быстро росли во время его территориальной экспансии в 2014 году. Военные ИГ, включая группы, включённые в него в 2014 году, открыто контролируют территорию в нескольких городах Ливии и Нигерии. Они завоевали большую часть восточной Сирии и западного Ирака в 2014 году, территория, которую они окончательно потеряли только в 2019 году. Они также участвовали в пограничных столкновениях в Ливане, Иране и Иордании. Группы, связанные с ИГ, действуют в Алжире, Пакистане, Западной Африке (Камерун, Нигер и Чад) и на Филиппинах. В январе 2015 года было также подтверждено, что ИГ имеет военное присутствие в Афганистане и Йемене.
Вооружённые силы Исламского государства основаны на лёгких пехотных мобильных подразделениях, использующих такие транспортные средства, как оснащённые пушкой пикапы, мотоциклы и автобусы для быстрого продвижения. Они также использовали артиллерию, танки и бронетехнику, большую часть которых они захватили у иракской и сирийской армий.
ИГ имеет долгую историю использования заминированных грузовиков и автомобилей, террористов-смертников и самодельных взрывных устройств. Они также развернули химическое оружие в Ираке и Сирии.

## История

### Ранняя история
Первые вооружённые формирования были ещё у Исламского государства Ирак, созданной из сети исламистских иракских группировок джихадистской группировки — предшественницы Исламского государства, боровшейся с иракскими властями и Международной коалицией. В апреле 2013 года ИГИ расширило свою деятельность на территорию Сирии и объявило себя Исламским государством Ирака и Леванта. Сумев приобрести в сирийской войне репутацию самой жестокой из джихадистских группировок, ИГИЛ легко расширяло свои боевые организации с помощью притока иностранных джихадистов из-за рубежа.

### Наступление 2014 года
Группировка обрела широкую известность летом 2014 года, когда боевики начали полномасштабное наступление на северные и западные районы Ирака, а также в северной Сирии (Курдистан).
10 июня 2014 года боевики ИГИЛ под руководством Тархана Батирашвили захватили Мосул, 11 июня ими был взят Тикрит, а через несколько дней подошли вплотную к Багдаду. 15 июня боевики ИГИЛ захватили Талль-Афар.

## Вооружение группировки
В качестве оружия боевики используют вооружённые пикапы. Имеется тяжёлое вооружение, захваченное на складах иракской армии.
ИГ использует беспилотные летательные аппараты.